# Partido judicial de Santa María la Real de Nieva
El Partido de Santa María la Real de Nieva es uno de los cuatro partidos judiciales que integran la provincia de Segovia. Es el partido judicial n.º 4 de la provincia de Segovia. La cabeza de este partido administrativo es la villa y municipio de Santa María la Real de Nieva. En 2023 engloba a 17 629 habitantes y está integrado por 42 municipios, con una representación de 3 diputados.
Durante un breve periodo del siglo XIX fue el municipio de Martín Muñoz de las Posadas quién dio nombre y fue capital del partido judicial.

## Municipios
| Código INE | Municipio                      | Población (2024) |
| ---------- | ------------------------------ | ---------------- |
| 40010      | Aldeanueva del Codonal         | 108              |
| 40015      | Aldehuela del Codonal          | 24               |
| 40017      | Anaya                          | 119              |
| 40018      | Añe                            | 66               |
| 40022      | Armuña                         | 241              |
| 40028      | Bercial                        | 105              |
| 40030      | Bernardos                      | 463              |
| 40043      | Carbonero el Mayor             | 2502             |
| 40057      | Coca                           | 1703             |
| 40058      | Codorniz                       | 307              |
| 40068      | Domingo García                 | 32               |
| 40069      | Donhierro                      | 75               |
| 40082      | Fuente de Santa Cruz           | 99               |
| 40094      | Garcillán                      | 515              |
| 40104      | Ituero y Lama                  | 448              |
| 40105      | Juarros de Riomoros            | 45               |
| 40106      | Juarros de Voltoya             | 184              |
| 40107      | Labajos                        | 106              |
| 40111      | Lastras del Pozo               | 64               |
| 40903      | Marazoleja                     | 96               |
| 40118      | Marazuela                      | 53               |
| 40119      | Martín Miguel                  | 263              |
| 40120      | Martín Muñoz de la Dehesa      | 307              |
| 40121      | Martín Muñoz de las Posadas    | 249              |
| 40122      | Marugán                        | 763              |
| 40126      | Melque de Cercos               | 65               |
| 40128      | Migueláñez                     | 138              |
| 40129      | Montejo de Arévalo             | 161              |
| 40131      | Monterrubio                    | 56               |
| 40135      | Muñopedro                      | 309              |
| 40138      | Nava de la Asunción            | 2787             |
| 40145      | Navas de Oro                   | 1274             |
| 40148      | Nieva                          | 256              |
| 40151      | Ortigosa de Pestaño            | 53               |
| 40164      | Rapariegos                     | 194              |
| 40178      | San Cristóbal de la Vega       | 83               |
| 40180      | Sangarcía                      | 279              |
| 40185      | Santa María la Real de Nieva   | 885              |
| 40189      | Santiuste de San Juan Bautista | 535              |
| 40201      | Tolocirio                      | 36               |
| 40225      | Villacastín                    | 1525             |
| 40230      | Villeguillo                    | 120              |